# Intermitentni izvori energije
Intermitentni izvor energije je svaki izvor koji nije neprestano dostupan zbog nekog čimbenika kojeg ne možemo direktno kontrolirati. Intermitentni izvori mogu biti predvidljivi, kao što je energija plime i oseke, ali ne mogu biti distribuirani da zadovolje potrebe energetskog sustava. Efikasna upotreba intermitentnih izvora energije u elektroenergetskim sustavima obično leži u korištenju kao zamjena za gorivo koje bi bilo potrošeno u elektranama na neobnovnjive izvore energije ili za skladištenje energije u reverzibilnim elektranama, kao komprimirani zrak, proizvodnju vodika, za upotrebu po potrebi ili za područno grijanje.

Pohranjena energija za pokrivanje manjka zbog intermitencije ili izvanrednih slučajeva dio je sustava pouzdane dobave energije. Kapacitet sustava dobave obnovljive energije može biti dodatno povećan korišenjem pomoćne ili dodatne infrastrukture i tehnologije te korištenjem kombiniranih intermitentnih izvora za nadprosječnu proizvodnju električne energije.

Prodor intermitentnih obnovljivih izvora energije u većinu mreža je slab, ali vjetar proizvodi oko 16% električne energije u Španjolskoj i Portugalu, 9 % u Irskoj i 7 % u Njemačkoj. Vjetar generira skoro 20 % ukupne energije u Danskoj. Za uspješno funkcioniranje s tako velikim postotkom intermitentnih izvora Danska izvozi višak električne energije, a da po potrebi nadoknadi manjak uvozi energiju iz europske mreže, najviše od norveške hidroenergije. Također, u mreži postoji velik broj kogeneracijskih elektrana koje mogu brzo prilagoditi proizvodnju. Akumulacija toplinske energije, kao najjeftinija vrsta pohrane, također se koristi za skladištenje viška energije vjetra.

Mali postotci intermitentnih izvora energije imaju neznatan utjecaj na upravljanje mrežom, no korištenje većih udjela može uvjetovati nadogradnje ili čak redizajn infrastrukture energetske mreže.

## Terminologija
Nekoliko ključnih pojmova korisno je za bolje razumijevanje intermitentnih izvora energije. Oni nisu standardizirani i varijacije se koriste, a mnogi se od njih koriste i kod tradicionalnih elektrana.
- Intermitentnost može značiti stupanj nenamjerne nedostupnosti izvora energije, ali često se koristi kao sinonim za promjenljivost.
- Promjenljivost označava koliko izvor energije pokazuje nepoželjne ili nekontrolirane promjene izlazne snage.
- Distributivnost ili manevarska sposobnost je mogućnost izvora energije da po potrebi brzo poveća ili snizi izlaznu snagu. To je jedan od načina da mrežni operateri prilagode dobavu prema potražnji sustava i razlikuje se od intermitencije.
- Nazivna snaga odnosi se na maksimalni izlaz snage izvora energije. To je najčešće korištena vrijednost i obično je iskazana u megavatima (MW).
- Stupanj opterećenja je prosječna očekivana izlazna snaga generatora, opično iskazana kroz godinu dana. Iskazuje se kao postotak nazivne snage ili u decimalnom obliku (npr. 30 % ili 0,3).
- Pouzdano opterećenje označava, u postocima, vrijednost izlazne snage na koju se statistički može računati.
- Prodor, penetracija se u ovom slučaju koristi za prikaz proizvedene količine energije iz nekog izvora, u odnosu na sveukupna proizvedenu energiju.
- Temeljni kapacitet je iznos snage za koji se može garantirati da će biti proizveden kao minimalni izlaz snage.
- Dodatni, iznad temeljni kapacitet je iznos snage iznad temeljnog kapaciteta te se obično prodaje po višim cijenama na promptnom tržištu.

## Solarna energija
Intermitentnost je svojstvena solarnoj energiji, jer proizvodnja električne energije iz fotovoltaika ovisi o količini svjetlosti na određenoj lokaciji. Izlazna snaga varira tokom dana i sezone, a na ju utječe i pokrivenost oblacima. Ovi čimbenici su relativno predvidljivi i solarni sustavi koriste akumulaciju toplinske energije za proizvodnju energije u vrijeme kad sunce ne sija.
- Intermitentnost: Bez skladištenja energije, solarni sustavi ne proizvode energiju.
- Stupanj opterećenja: Fotovoltaici u Massachusettsu imaju stupanj 12-15 %, solari u Arizoni 19 %. Termalni parabolični kolektori postiži i do 56 %, a solarni tornjevi 73 %.

Ovisno o potrebi sustava koju treba zadovoljiti, intermitencija solarne energije bit će veći ili manji problem. Na primjer, solarne termalne elektrane poput Nevada Solar One se djelomično poklapaju s ljetnim maksimumima opterećenja u područjima s velikom ptrebom za hlađenjem, kao što je jugozapad Sjedinjenih Američkih Država. Toplinski sustavi akumulacije energije mogu smanjiti razliku između potrošnje i proizvodnje. Povećanje stupnja opterećenja ne znači povećanje efikasnosti već povećava vrijeme u kojem sustav može proizvoditi električnu energiju.